# ایر نشنال
ایر نشنال (به انگلیسی: Air National) یک شرکت هواپیمایی است که در تاریخ ۱۹۸۹ میلادی تأسیس شده است.
قطب این شرکت هواپیمایی در فرودگاه بین‌المللی کرایست‌چرچ قرار دارد.